# Rob Corddry
Robert William Corddry (Weymouth, 4 febbraio 1971) è un attore e comico statunitense.

## Biografia
Nato nel Massachusetts, ha studiato alla Weymouth North High School, diplomandosi nel 1989, successivamente frequentata l'University of Massachusetts Amherst, dove inizia ad avere i primi approcci con la recitazione.
Nel 1994 si trasferisce a New York in cerca di fortuna, inizialmente lavora come guardia di sicurezza presso il Metropolitan Museum of Art per poi lavorare con varie compagnie teatrali. Debutta nel 1995 in un episodio de La tata ma diviene ben presto famoso negli Stati Uniti per la sua partecipazione al programma satirico The Daily Show, del canale Comedy Central.
Cinematograficamente ha lavorato prevalentemente nel genere commedia, in film come Old School, A casa con i suoi, Blades of Glory, Io vi dichiaro marito e... marito, Lo spaccacuori e Notte brava a Las Vegas. Nel 2008 debutta nel suo primo ruolo "serio" nel film di Oliver Stone W., dove interpreta Ari Fleischer, portavoce della Casa Bianca tra il 2001 e il 2003.
Ha interpretato il ruolo ricorrente di Alan Connor nella serie Community.

## Filmografia parziale

### Cinema
- A casa con i suoi (Failure to Launch), regia di Tom Dey (2006)
- Matrimonio per sbaglio (Wedding Daze), regia di Michael Ian Black (2006)
- Arthur e il popolo dei Minimei, regia di Luc Besson (2006) – voce nella versione inglese
- Mi sono perso il Natale (Unaccompanied Minors), regia di Paul Feig (2006)
- Lo spaccacuori (The Heartbreak Kid), regia di Peter e Bobby Farrelly (2007)
- The Ten, regia di David Wain (2007)
- Blades of Glory - Due pattini per la gloria (Blades of Glory), regia di Will Speck e Josh Gordon (2007)
- W., regia di Oliver Stone (2008)
- Harold & Kumar - Due amici in fuga (Harold & Kumar Escape from Guantanamo Bay), regia di Danny Leiner (2008)
- Notte brava a Las Vegas (What Happens in Vegas), regia di Tom Vaughan (2008)
- Taking Chances - Due cuori e un casinò (Taking Chanses), regia di Talmage Cooley (2009)
- Un tuffo nel passato (Hot Tub Time Machine), regia di Steve Pink (2010)
- Operation: Endgame, regia di Fouad Mikati (2010)
- Benvenuti a Cedar Rapids (Cedar Rapids), regia di Miguel Arteta (2011)
- Butter, regia di Jim Field Smith (2011)
- Cercasi amore per la fine del mondo (Seeking a Friend for the End of the World), regia di Lorene Scafaria (2012)
- Warm Bodies, regia di Jonathan Levine (2013)
- Fuga dal pianeta Terra (Escape from Planet Earth), regia di Cal Brunker (2013) – voce
- Pain & Gain - Muscoli e denaro (Pain & Gain), regia di Michael Bay (2013)
- Rapture-Palooza, regia di Paul Middleditch (2013)
- C'era una volta un'estate (The Way, Way Back), regia di Nat Faxon e Jim Rash (2013)
- Hell Baby, regia di Robert Ben Garant e Thomas Lennon (2013)
- In a World... - Ascolta la mia voce (In a World...), regia di Lake Bell (2013)
- Sex Tape - Finiti in rete (Sex Tape), regia di Jake Kasdan (2014)
- Un tuffo nel passato 2 (Hot Tub Time Machine 2), regia di Steve Pink (2015)
- La festa prima delle feste (Office Christmas Party), regia di Will Speck e Josh Gordon (2016)
- Shimmer Lake, regia di Oren Uziel (2017)
- Un uragano all'improvviso (The Layover), regia di William H. Macy (2017)
- Dog Days, regia di Ken Marino (2018)
- Benjamin, regia di Bob Saget (2018)
- Bad Therapy, regia di William Teitler (2020)
- The Donor Party, regia di Thom Harp (2023)
- Waltzing with Brando, regia di Bill Fishman (2024)

### Televisione
- Childrens Hospital – serie TV, 77 episodi (2008-2016)
- Community – serie TV, episodi 2x02-3x22-5x01 (2010-2014)
- Ballers – serie TV, 47 episodi (2015-2019)
- Teachers – serie TV, episodio 1x04 (2016)
- The Unicorn – serie TV, 31 episodi (2019-2021)
- Crossing Swords – serie animata, 5 episodi (2020-2021) – voce
- Non sono ancora morta (Not Dead Yet) – serie TV, episodio 2x05 (2024)

## Doppiatori italiani
Nelle versioni in italiano delle opere in cui ha recitato, Bob Corddry è stato doppiato da:
- Franco Mannella in Lo spaccacuori, Notte brava a Las Vegas, Pain & Gain - Muscoli e denaro, La festa prima delle feste, Non sono ancora morta
- Pasquale Anselmo in Un tuffo nel passato, Cercasi amore per la fine del mondo, Sex Tape - Finiti in rete, Un tuffo nel passato 2
- Simone Mori in Operation: Endgame, A casa con i suoi
- Luca Semeraro in Harold & Kumar - Due amici in fuga, Shimmer Lake
- Alessio Cigliano in Party Down, 80 voglia di Brady
- Massimo De Ambrosis in Warm Bodies
- Patrizio Prata in Blades of Glory - Due pattini per la gloria
- Gerolamo Alchieri in Benvenuti a Cedar Rapids
- Paolo Marchese in C'era una volta un'estate
- Teo Bellia in Taking Chances - Due cuori e un casinò
- Leonardo Patrignani in Matrimonio per sbaglio
- Andrea Zalone in The Ten
- Gianluca Iacono in Community
- Luigi Ferraro in Ballers
- Fabio Gervasi in Medical Police
- Giulio Pierotti in Un uragano all'improvviso
- Enrico Di Troia in Dog Days
- Massimo Lopez in La pazza storia del mondo, Parte II
- Christian Iansante in Mi sono perso il Natale
- Luca Ghignone in Workaholics

Da doppiatore è sostituito da:
- Alessandro Quarta in Fuga dal pianeta Terra